# Saitonia ojiroensis
Saitonia ojiroensis is een spinnensoort in de taxonomische indeling van de hangmatspinnen (Linyphiidae).
Het dier behoort tot het geslacht Saitonia. De wetenschappelijke naam van de soort werd voor het eerst geldig gepubliceerd in 1990 door Kendo Saito.